# Jens Bratlie
Jens Kristian Meinich Bratlie (Nordre Land, 17 gennaio 1856 – Oslo, 15 settembre 1939) è stato un politico e generale norvegese, esponente del partito conservatore e primo ministro della Norvegia dal 1912 al 1913.